# Uilvlekken

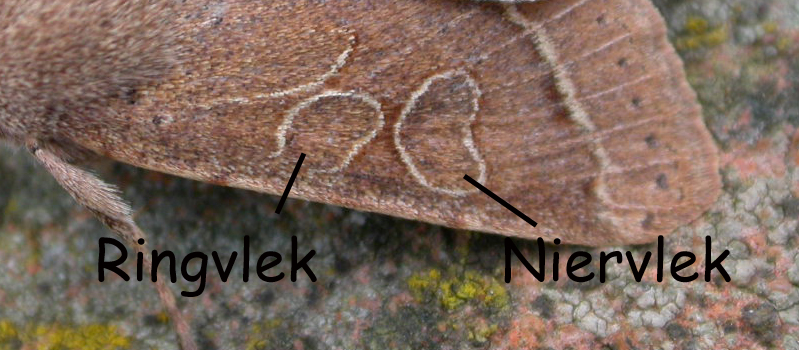
De uilvlekken op de voorvleugel van een tweestreepvoorjaarsuil

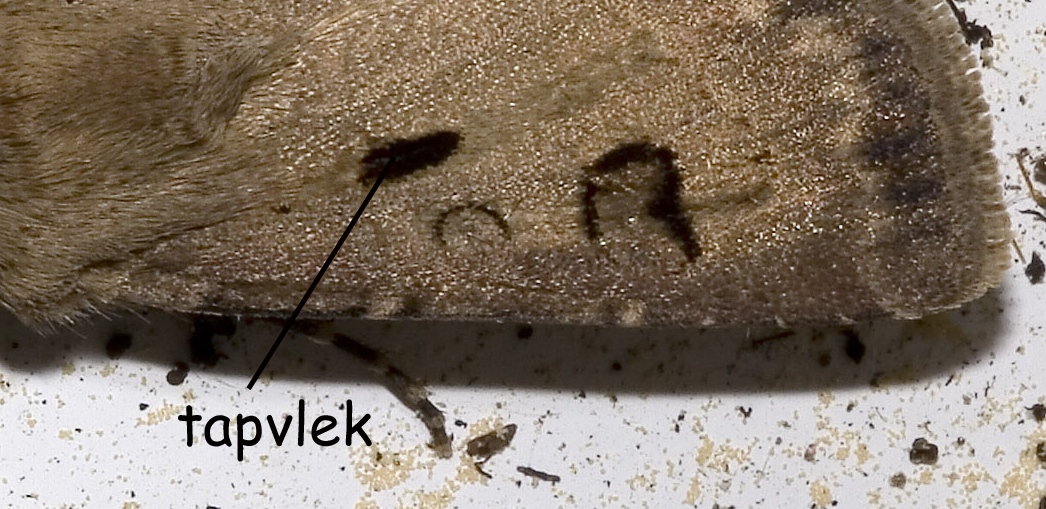
De tapvlek op de voorvleugel van een gewone worteluil

De uilvlekken zijn drie onderdelen van de tekening op de voorvleugel van een groot aantal soorten Noctuidae. Onderscheiden worden de ringvlek, de niervlek en de tapvlek.
De ring- en niervlek bevinden zich veelal halverwege de voorvleugel, dicht bij de costa. Het dichtst bij de vleugelbasis ligt de kleinere, in het algemeen ronde, ringvlek. Verder van de vleugelbasis af ligt de niervlek die inderdaad de vorm heeft van een nier. 
De tapvlek is bij minder soorten duidelijk aanwezig. Deze vlek is langwerpig, en ligt zowel meer naar de binnenrand als dichter bij de vleugelbasis dan de ringvlek.